# Клітоцибе анісовий
Клітоцибе анісовий, запашний, духмяний, грузлик запашний, говорушка анісова (Clitocybe odora (Bull.) —  їстівний вид грибів роду клітоцибе (Clitocybe) з родини трихоломових (Tricholomataceae). Гриб класифіковано у 1871 році.

## Будова
Шапинка 3-7 см в діаметрі, тонком'ясиста, в молодому віці досить випукла з підігнутим краєм, пізніше плоско-розпростерта, злегка увігнута, з опущеним тонким краєм, блакитно-зеленкувата, яскрава, з часом колір вицвітає.
Пластинки злегка опускаються на ніжку, нечасті, одного кольору з шапкою або світліші.
Спори 6-7 (8) х 3-4 (5) мкм, еліпсоїдні, без кольору, гладкі. Споровий порошок білий.
Ніжка висотою 4-8 хсм, діаметром 0,6-1,2 см, циліндрична або дещо розширена до основи, кольору шапинки або світліша, щільна, тонковолокниста.
М'якуш тонкий, білуватий із зеленуватим відтінком, з сильним приємним анісовим запахом.

## Поширення та середовище існування
Росте в листяних (дубових, букових) соснових і мішаних лісах на підстилці, невеликими групами. Полодові тіла утворює у вересні-листопаді.

## Практичне використання
Їстівний гриб низької якості. Вживають свіжоприготовленими, маринують, солять. Специфічний запах анісу залишається навіть після відварювання. У дощову погоду товсті ніжки гриба вбирають вологу і стають м'якими. Гриб готують у суміші з іншими грибами, а також можна використовувати як приправу. Схожих отруйних чи неїстівних видів не має.